# Myrmecaelurus sectorius
Myrmecaelurus sectorius là một loài côn trùng trong họ Myrmeleontidae thuộc bộ Neuroptera. Loài này được Navás miêu tả năm 1912.